# Museo diocesano di San Petronio
Il Museo diocesano di San Petronio di Bologna è allestito all'interno della basilica di San Petronio, nella navata sinistra. 
Il nucleo iniziale della raccolta ospitata nel Museo, citata anche dal Vasari, si costituì tra il XVI e XIX secolo in relazione al problematico completamento della facciata della basilica, anche se il museo vero e proprio fu costituito solo nel 1894, riunendo nello stesso locale varie testimonianze e documenti relativi alla costruzione della basilica con la suppellettile liturgica.

## Descrizione
L'itinerario espositivo del museo è suddiviso in due sale.

### Sala I
La prima sala ospita le testimonianze della storia della basilica e della sua problematica costruzione, con il mancato completamento della facciata. Infatti, sono qui raccolti i progetti, i disegni ed i modelli per la facciata della basilica di San Petronio realizzati dagli architetti che dal XVI al XIX secolo si avvicendarono nel tentativo di realizzarla. Tra questi si ricordano: Baldassarre Peruzzi, Giulio Romano, Cristoforo Lombardo, Jacopo Barozzi da Vignola, Pellegrino Tibaldi,  Andrea Palladio ed Edoardo Collamarini.
Inoltre, vi sono esposti:
- gli strumenti utilizzati da Giovanni Cassini per costruire (1655 - 1656) la meridiana della basilica;
- alcune formelle marmoree con scene bibliche (prima metà del XVI secolo) realizzate per i portali minori.

Tra le formelle, è custodita la scena Giuseppe e la moglie di Putifarre, opera di Properzia de' Rossi.

### Sala II
Nella seconda sala è conservato il Tesoro di San Petronio. Di particolare rilievo:
- le preziose oreficerie del XIII secolo;
- la Pace di san Sebastiano (fine XV secolo), in argento sbalzato e cesellato;
- due cofanetti (XV secolo) realizzati dalla bottega degli Embriachi
- un corale (XV secolo) con tre miniature di Taddeo Crivelli;
- i corali miniati (XV - XVI secolo) eseguiti dai miniatori Martino da Modena e Giovanni Battista Cavalletti;
- la croce astile (1547), in argento sbazato e cesellato, opera del bolognese Giovanni Battista del Gambaro;
- i paramenti sacri, databili dal XVI al XVIII secolo.
- il Reliquiario di sant'Antonio di Padova (nella seconda metà del XVII secolo), proveniente dalla Cappella Cospi, a cui si associa un crocifisso in lapislazzuli, argento e pietre dure.

"Foto
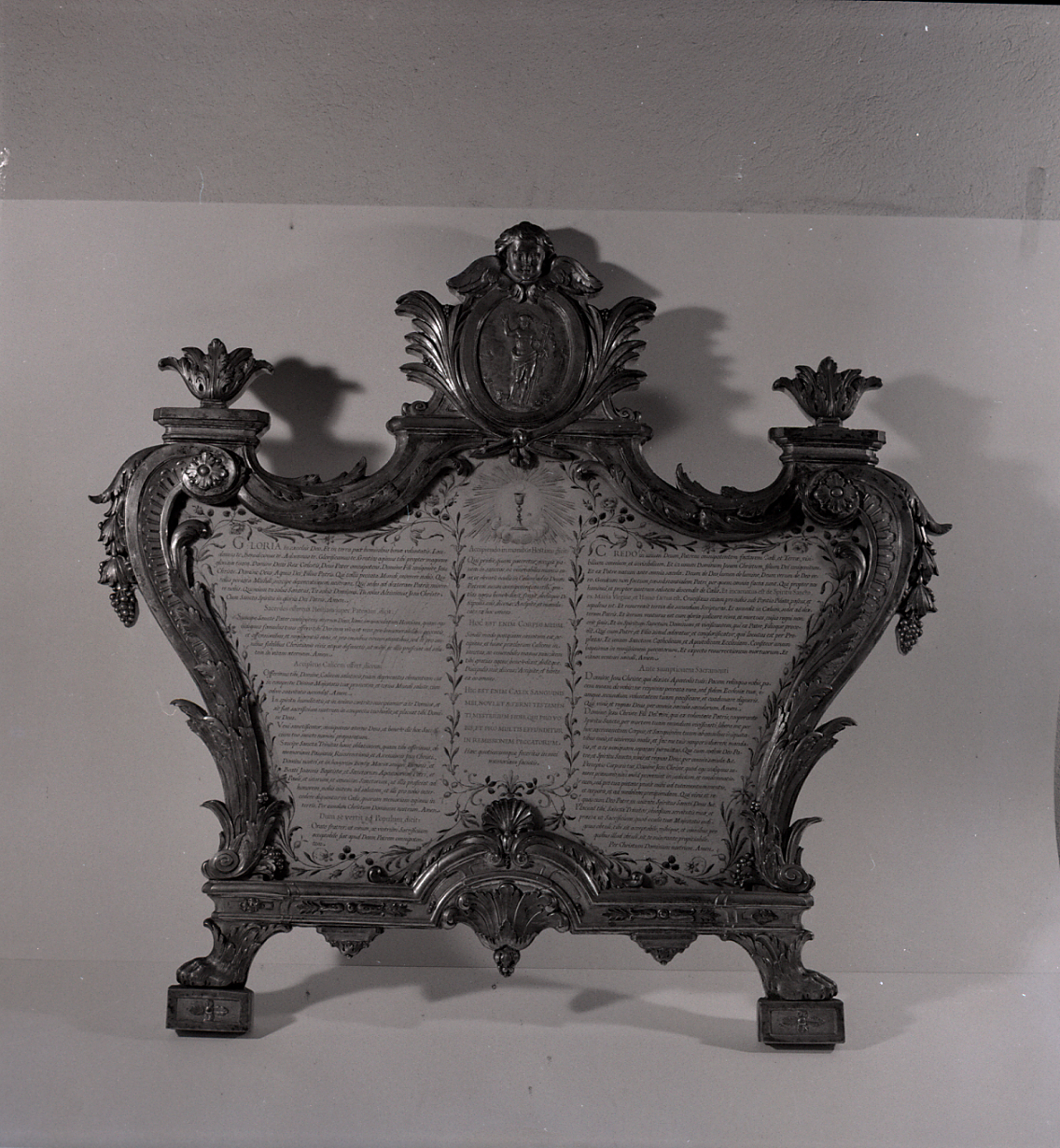
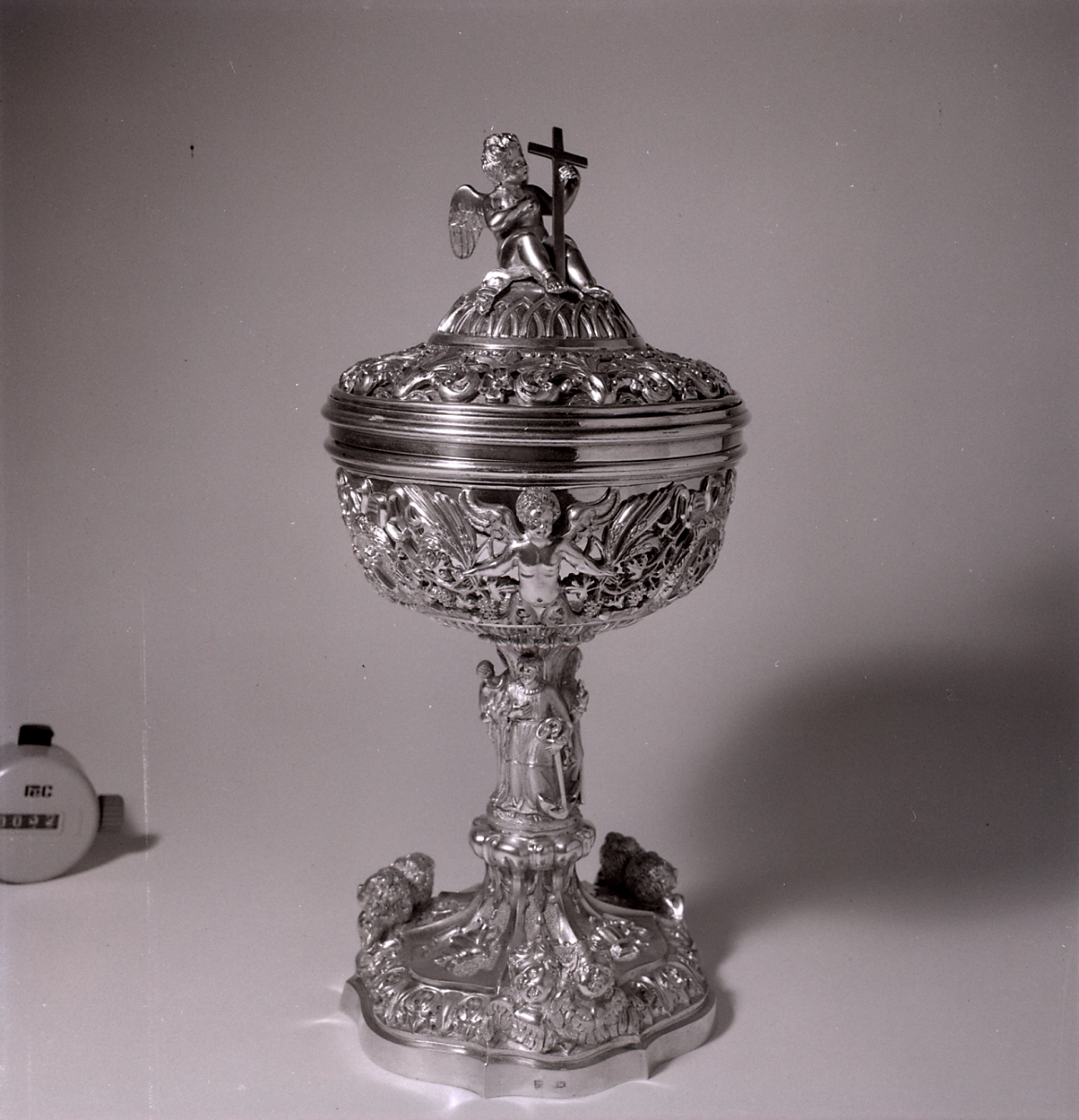
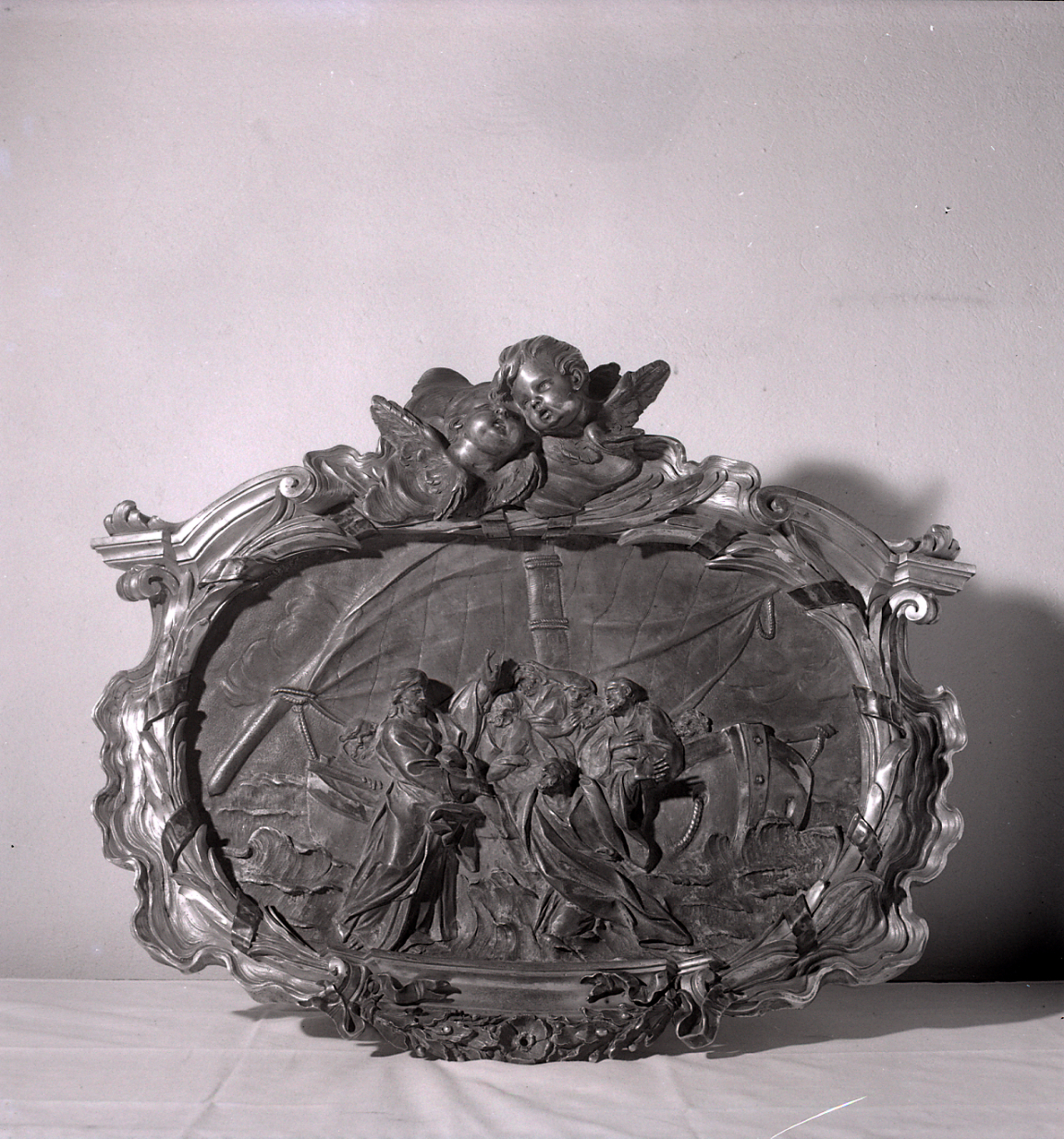
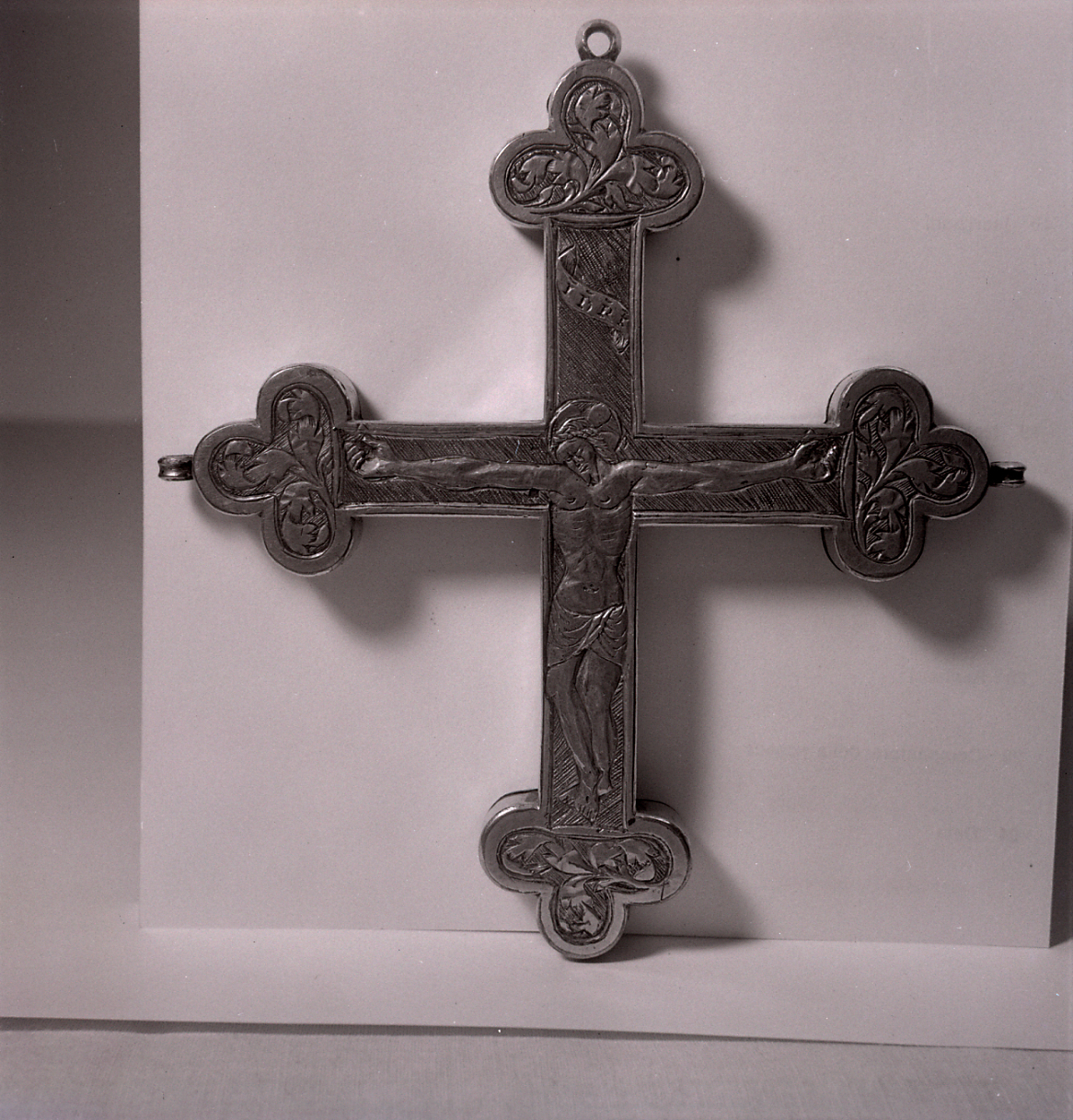
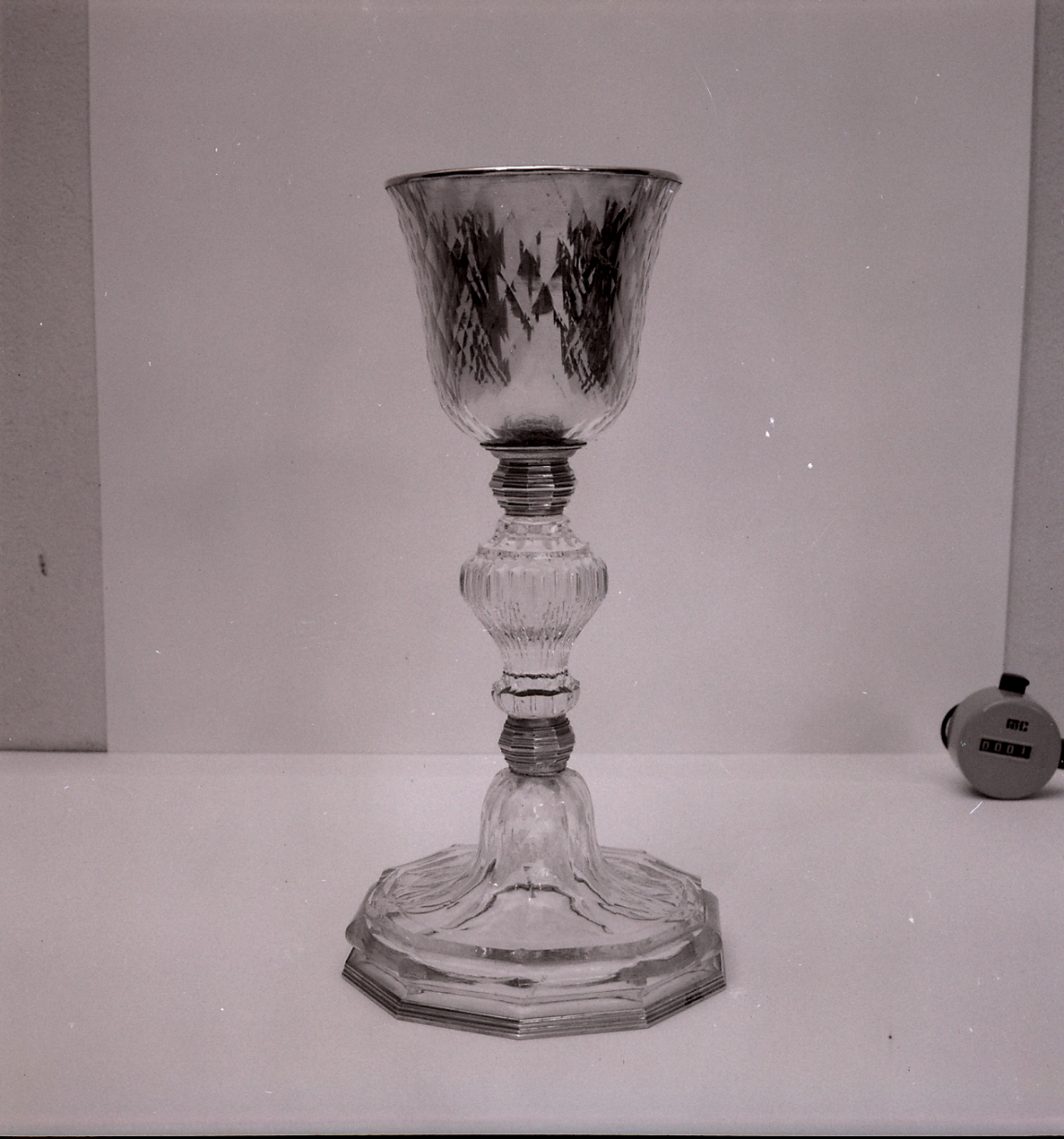

- Foto di Paolo Monti